# MYV☆Pops
Albums de Miyavi
Miyavizm
(2005) Miyaviuta ~Dokusou~
(2006)
Singles
MYV☆Pops est le 4e album de Miyavi, sorti sous le label PS Company et Universal Records le 2 août 2006 au Japon. Il arrive 15e à l'Oricon et reste classé 3 semaines.

## Liste des titres
Toutes les paroles sont écrites par Miyavi.
| 1.  | Are you ready to ROCK? -Rhythm Battle MIX-                                                | 3:55 |
| 2.  | Kekkonshita no Uta (結婚式の唄)                                                           | 4:52 |
| 3.  | Señor Señora Señorita (セニョール セニョーラ セニョリータ)                                | 4:23 |
| 4.  | Gigpig Boogie (Gigpigブギ)                                                                | 3:45 |
| 5.  | Dear my friend -Tegami wo Kaku yo- (Dear my friend-手紙を書くよ-)                         | 4:27 |
| 6.  | Itoshii Hito (Beta de Suman.) -2006 ver.- (愛しい人(ベタですまん。)-2006 ver.-)           | 5:23 |
| 7.  | Kimi ni Negai wo (君に願いを)                                                             | 4:40 |
| 8.  | We love you ~Sekai wa Kimi wo Aishiteru~ (We love you～世界は君を愛してる～)              | 4:38 |
| 9.  | Peace Sign (ピースサイン)                                                                 | 4:14 |
| 10. | Oretachi Dake no Fighting Song (Nevagiva) (俺達だけのファイティングソング(通称:ネバギバ)) | 3:35 |

| 1. | Kimi ni Negai wo (Making of) (君に願いを) |  |